# Mat Johnson
Mat Johnson, né le 19 août 1970 à Philadelphie, est un romancier, scénariste de bande dessinée et enseignant américain.
Depuis 2000, il a écrit quatre romans et un essai consacrés aux problèmes contemporains des Afro-Américains. Son dernier roman, Loving Day, a reçu l'un des American Book Awards remis en 2016.
Johnson est également scénariste de bande dessinée pour Vertigo depuis 2005 et sa mini-série de Hellblazer consacrée au shaman vaudou Papa Midnite (en).
Il est par ailleurs depuis 2007 enseignant au programme d'écriture créative de l'université de Houston.

## Œuvres

### Romans
- (en) Drop, 2000
- (en) Hunting in Harlem, 2003
- (en) Pym, 2011
- (en) Loving Day, 2015
- (en) Invisible Things, 2022